# Rudolf Starzewski
Rudolf Michał Starzewski (ur. 28 lipca 1870 w Tarnowie, zm. 22 października 1920 w Krakowie) – dziennikarz i publicysta, jedna z najpopularniejszych postaci Krakowa. Pierwowzór postaci Dziennikarza w Weselu Wyspiańskiego, przez przyjaciół zwany Dolciem, autor entuzjastycznej recenzji zamieszczonej w „Czasie” trzy dni po premierze sztuki.

## Życiorys
Urodził się w Tarnowie, jako najmłodszy syn Mieczysława Ostoja Starzewskiego, dyrektora Krajowego Związku Kółek Rolniczych i Reginy z domu Cymbler. Był przyrodnim bratem Tadeusza i stryjem Jana. 
Szkołę średnią ukończył w konwikcie oo. jezuitów w Tarnopolu. Studiował prawo na Wydziale Prawa Uniwersytetu Jagiellońskiego, ale następnie w całości poświęcił się dziennikarstwu. Był zaprzyjaźniony z najwybitniejszymi artystami XIX-wiecznego Krakowa, szczególnie serdecznie z o rok starszym Stanisławem Wyspiańskim. Związał się wówczas z konserwatystami krakowskimi, został (wraz z przyrodnim bratem Tadeuszem) działaczem powstałego w 1896 Klubu Konserwatywnego, postulującego ostrożne reformy agrarne i administracyjne. W 1905 został naczelnym redaktorem dziennika „Czas”, który w niedługim czasie uczynił nowoczesną i wpływową gazetą popierającą stronnictwo konserwatywne. Kierownik Biura Prezydialnego Sekcji Zachodniej Naczelnego Komitetu Narodowego w 1914 roku.
Jednym z powodów jego samobójstwa była prawdopodobnie nieszczęśliwa miłość do żony przyjaciela, Tadeusza Żeleńskiego. Został pochowany na cmentarzu Rakowickim w rodzinnym grobowcu.